# Мирнопільська сільська рада (Арцизький район)
Мирнопі́льська сільська́ ра́да — адміністративно-територіальна одиниця та орган місцевого самоврядування в Арцизькому районі Одеської області. Адміністративний центр — село Мирнопілля.

## Загальні відомості
Мирнопільська сільська рада утворена в 1961 році.
- Територія ради: 83,54 км²
- Населення ради: 2 043 осіб (станом на 2001 рік)
- Територією ради протікає річка Чага

## Населені пункти
Сільській раді підпорядковані населені пункти:
- с. Мирнопілля

## Населення
Згідно з переписом 1989 року населення сільської ради становило 2108 осіб, з яких 950 чоловіків та 1158 жінок.
За переписом населення 2001 року в селі мешкало 1986 осіб.

### Мова
Розподіл населення за рідною мовою за даними перепису 2001 року:
| Мова       | Відсоток |
| ---------- | -------- |
| українська | 49,39 %  |
| російська  | 44,1 %   |
| болгарська | 3,72 %   |
| молдовська | 2,25 %   |
| гагаузька  | 0,39 %   |
| білоруська | 0,05 %   |

## Склад ради
Рада складалася з 16 депутатів та голови.
- Голова ради: Леонтьєв Іван Іванович
- Секретар ради: Чечоткіна Любов Федорівна

### Керівний склад попередніх скликань
| Прізвище, ім'я, по батькові | Основні відомості                                                                       | Дата обрання | Дата звільнення |
| --------------------------- | --------------------------------------------------------------------------------------- | ------------ | --------------- |
| Леонтьєв Іван Іванович      | Сільський голова, 1976 року народження, освіта вища, член Соціалістичної партії України | 26.03.2006   | 31.10.2010      |
| Леонтьєв Іван Іванович      | Сільський голова, 1976 року народження, освіта вища, член Партії регіонів               | 31.10.2010   |                 |

Примітка: таблиця складена за даними сайту Верховної Ради України

### Депутати
За результатами місцевих виборів 2010 року депутатами ради стали:

#### За суб'єктами висування
| Суб'єкт висування                                       | Кількість обраних депутатів | %    |
| ------------------------------------------------------- | --------------------------- | ---- |
| Самовисування                                           | 8                           | 50   |
| Партія регіонів                                         | 7                           | 43,8 |
| Політична партія Всеукраїнське об'єднання «Батьківщина» | 1                           | 6,3  |

#### За округами
| № округу                                                | Прізвище, ім'я, по батькові   | Дата визнання обраним | Освіта             | Партійна приналежність | Відомості про обраного депутата                                  |
| ------------------------------------------------------- | ----------------------------- | --------------------- | ------------------ | ---------------------- | ---------------------------------------------------------------- |
| Партія регіонів                                         |                               |                       |                    |                        |                                                                  |
| 2                                                       | Мілєв Петро Георгійович       | 02.11.2010            | вища               | член Партії регіонів   | Арцизька РДА, головний спеціаліст відділу молоді і спорту        |
| 3                                                       | Чумаченко Федір Павлович      | 02.11.2010            | середня            | член Партії регіонів   | власник земельного паю                                           |
| 4                                                       | Зубков Костянтин Васильович   | 02.11.2010            | середня спеціальна | член Партії регіонів   | Мирнопільський геріатричний будинок-інтернат, завгосп            |
| 5                                                       | Демянчук Марія Петрівна       | 02.11.2010            | вища               | позапартійна           | Мирнопільська загальноосвітня школа І-ІІІ ст., вчитель           |
| 12                                                      | Колесниченко Василь Семенович | 02.11.2010            | вища               | член Партії регіонів   | Ізмаїльська дослідна станція, агроном                            |
| 13                                                      | Плясун Віктор Васильович      | 02.11.2010            | вища               | член Партії регіонів   | фермерське господарство «Колос», голова                          |
| 14                                                      | Колесниченко Семен Васильович | 02.11.2010            | вища               | член Партії регіонів   | Ізмаїльська дослідна станція, директор                           |
| Політична партія Всеукраїнське об'єднання «Батьківщина» |                               |                       |                    |                        |                                                                  |
| 1                                                       | Йощенко Любов Миронівна       | 02.11.2010            | середня            | позапартійна           | Мирнопільський будинок культури, художній керівник               |
| Самовисування                                           |                               |                       |                    |                        |                                                                  |
| 6                                                       | Глуган Олександр Іванович     | 02.11.2010            | середня спеціальна | позапартійний          | КП «Кришталь», керівник                                          |
| 7                                                       | Чечоткіна Любов Федорівна     | 02.11.2010            | вища               | позапартійна           | Мирнопільська сільська рада, секретар                            |
| 8                                                       | Урсакій Любов Ільбіртівна     | 02.11.2010            | середня            | позапартійна           | Мирнопільський геріатричний будинок-інтернат, медсестра          |
| 9                                                       | Чернецька Ганна Володимирівна | 02.11.2010            | середня спеціальна | позапартійна           | Мирнопільський фельдшерсько-акушерський пункт, завідувачка       |
| 10                                                      | Кривцова Прасковія Іванівна   | 02.11.2010            | середня спеціальна | позапартійна           | Мирнопільський геріатричний будинок-інтернат, інспектор з кадрів |
| 11                                                      | Робу Олена Олександрівна      | 02.11.2010            | вища               | позапартійна           | Мирнопільське відділення зв'язку «Укрпошта», керівник відділення |
| 15                                                      | Чуб Тетяна Вікторівна         | 02.11.2010            | середня спеціальна | позапартійна           | Мирнопільський геріатричний будинок-інтернат, старша медсестра   |
| 16                                                      | Шутак Наталія Федорівна       | 02.11.2010            | вища               | позапартійна           | Мирнопільський геріатричний будинок-інтернат, головний бухгалтер |